# El aliento de los dioses
El aliento de los dioses (Warbreaker) es una novela de fantasía escrita por el autor estadounidense Brandon Sanderson. Fue publicada el 9 de junio de 2009 por Tor Books.
Sanderson publicó varias reescrituras de Warbreaker bajo una licencia Creative Commons (CC BY-NC-ND 3.0 US), un capítulo a la vez. La novela completa, incluyendo los borradores más antiguos, está disponible en formato digital en el sitio web de Sanderson. Warbreaker ha sido bien recibida por los críticos.

## Sinopsis
Hace años, el monarca de Idris firmó un tratado con el reino de Hallandren según el cual el rey Dedelin enviaría a su hija mayor, Vivenna, para casarse con Susebron, el rey-dios de Hallandren. Vivenna ha sido adiestrada durante toda su vida para ser una novia adecuada para Susebron y así cumplir con su deber y ayudar a forjar una paz estable entre los dos reinos. Ese era el plan, pero el monarca de Idris envía a su hija Siri, desobediente e independiente, en lugar de a Vivenna.
Mientras intenta encontrar su lugar en la corte de Susebron, Siri descubre la verdad oculta sobre el rey-dios. En Idris, Vivenna se siente intranquila y teme que su hermana no esté preparada para esa nueva vida, por lo que decide viajar a Hallandren. Allí se reúne con la gente de Idris que trabaja en la capital, T'Telir, y comienza una nueva vida de espionaje y sabotaje. El plan de Vivenna es rescatar a Siri, aunque tal vez esta ni necesite ni desee ser salvada.

## Despertar
El libro utiliza un sistema de magia, "Despertar", que permite a los Despertadores dar vida a los objetos, así como proporcionar beneficios directamente a los magos mientras mantienen el "Aliento BioCromático", la fuente de su poder, como el tono perfecto, el reconocimiento perfecto del color, el reconocimiento perfecto de la vida y la intemporalidad. El uso del Despertar drena los colores de los objetos circundantes y cuanto menos colorido es un objeto, más difícil es aplicarle el Despertar. El sistema ha sido elogiado como un sistema mágico único y original.

## Personajes
- Siri: La hija pequeña del rey Dedelin de Idris. Tiene la reputación de ser desobediente, algo que choca con la actitud reservada de los idrianos. Siri es mandada de manera inesperada a la corte de Hallandren en donde deberá desposarse con Susebron, el rey-dios.
- Vivenna: La hija mayor del rey Dedelin de Idris, y la más querida por el mismo. Es considerada el modelo perfecto de mujer idriana al ser reservada, tranquila y modesta. Ha sido entrenada toda su vida para ser enviada a Hallandren y convertirse en la esposa del rey-dios.
- Susebron: El rey-dios de Hallandren, un Retornado que posee más alientos que ningún ser vivo.
- Sondeluz el Audaz: el dios Retornado de la valentía. Duda de su propia divinidad y disfruta poniendo a pruebas las expectativas de Hallandren sobre los dioses.
- Llarimar: el sumo sacerdote de Sondeluz el Audaz.
- Treledees: el sumo sacerdote del rey-dios, Susebron.
- Denth: mercenario amigable y altamente cualificado que termina trabajando bajo las órdenes de Vivenna.
- Tonk Fah: mercenario compañero de Denth. Es un tipo fuerte pero algo estúpido.
- Dedos Azules: Un sirviente de rango moderado en el palacio del rey-dios, de origen Pahn Kahl.
- Encendedora: una increíblemente hermosa diosa Retornada. Es muy amiga de Sondeluz.
- Parlin: un idriano compañero de Vivenna.
- Vasher: un misterioso y poderoso Despertador que persigue objetivos desconocidos. Es portador de la espada Sangre Nocturna.
- Sangre Nocturna: Una espada inteligente mágica e increíblemente poderosa, empuñada por Vasher.